# Withdean Stadium
Withdean Stadium est un stade de football localisé à Brighton.
C'est l'enceinte du club de Brighton and Hove Albion FC de 1999 à 2011. 

## Histoire
Ce stade de 8 850 places était essentiellement destiné à l’athlétisme avant l’arrivée des footballeurs de Brighton and Hove Albion FC. Ces derniers évoluèrent à Goldstone Ground jusqu’en 1997 puis utilisèrent Priestfield Stadium à Gillingham entre 1997 et 1999.